# Коротынский, Винцент Александрович
Винцент Александрович Коротынский (бел. Вінцэнт (Вінцэсь) Аляксандравіч Каратынскі, пол. Wincenty Korotyński; 15 июня 1831, Селище, Российская империя (ныне Кореличский район, Гродненской области Беларуси) — 7 февраля 1891, Варшава) — белорусский и польский писатель, поэт, журналист, переводчик.
Псевдонимы: Ładzisław Borzywojowicz; Bożywoj.

## Биография
Сын крепостного крестьянина А. Коротая. Образованием занимался самостоятельно. Работал домашним учителем. В 1850—1862 годах был секретарём у поэта и историка В. Сырокомли (Л. Кондратовича). За короткое время самостоятельно получил прекрасное образование. Кроме белорусского и польского, владел чешским, французским, немецким и русским языками, а также латынью. Занялся поэзией и филологией, позже освоил профессию журналиста. Вместе с русским писателем Н. Лесковым совершил путешествие по Северо-Западному краю.
С 1866 года жил в Варшаве.

## Творчество
Дебютировал в 1856 году. Сотрудничал с виленскими и варшавскими газетами и журналами («Kurier Wileński», «Виленский вестник»), публиковал статьи, тематически связанные с белорусским краем. На польском языке издал поэтический сборник «Чем хата богата, тем рада» (1857), поэму «Тамила» (1858). В 1858 году, к приезду в Вильно Александра II, написал на белорусском стихотворение «Уставайма, братцы, за дзела, за дзела», как напоминание о существовании белорусского языка. Поддерживал деятельность А. Вериго-Доревского на ниве возрождения белорусской культуры (стихотворное посвящение «Далі бог-то, Арцём…»). На белорусском написал элегию «Тоска на чужой стороне» (1864).
Накануне Польского восстания 1863—1864 годов присоединился к созданию антиправительственных стихотворных произведений «Гутарка старога дзеда» и «Гутарка двух суседаў». Тогда же написал и опубликовал историко-краеведческие и биографические заметки про Новогрудок, Новогрудчину, про А. Мицкевича, И. Домейко, С. Рысинского, К. и Е. Тышкевичей, Р. Земкевича.
Был членом редакции «Словаря польского языка» («Słownika języka polskiego»), издаваемого в Вильно М. Оргельбрандом, написал для него народные выражения на букву «W», вёл общую редакцию словаря с буквы «L» до самого конца.
Для «Всеобщей энциклопедии» Оргельбрандта написал статьи про белорусские города Витебск, Воложин, Слуцк, Столбцы и др.
Демократические взгляды Коротынского выявились в поэтических произведениях про жизнь белорусской деревни дореформенного периода. Гуманистический пафос, особенности поэтики Коротынского, повлияли на становление новой белорусской литературы.
Также Коротынский много переводил на польский язык — А. С. Пушкина, М. Ю. Лермонтова, Л. Н. Толстого, Г. Гейне.
Издал собрание сочинений В. Сырокомли (Т. 1-10, 1872). С А. Плугом подготовил сборник избранной поэзии В. Сырокомли (Т. 1-5, 1890).